# Aiiouva
 (janvier 2016).
Si vous disposez d'ouvrages ou d'articles de référence ou si vous connaissez des sites web de qualité traitant du thème abordé ici, merci de compléter l'article en donnant les références utiles à sa vérifiabilité et en les liant à la section « Notes et références ».
 (janvier 2015).
La rivière Aiiouva (en russe : Айюва) est un cours d'eau de Russie et un affluent droit de l'Ijma.

## Géographie
Elle est longue de 193 km et coule à l'extrémité nord-est de la Russie d'Europe, dans la République des Komis. Elle draine un bassin d'une superficie de 2 950 km2.
L'Aiiouva se jette dans l'Ijma non loin de la ville de Sosnogorsk.
On a trouvé sur les berges de la rivière de grands gisements fossiles, en particulier d'ichthyosaures et de dinosaures. Des gisements de bauxite existent sur le cours inférieur.